# Marion (Ohio)
Marion is een plaats (city) in de Amerikaanse staat Ohio, ongeveer tachtig kilometer ten noorden van Columbus. De stad valt bestuurlijk gezien onder Marion County. Nabij Marion, vanwege de popcorncindustrie de Popcorn Capital of the World genoemd, werd voormalig Amerikaans president Warren G. Harding geboren. 

## Geschiedenis
De stad werd tijdens de Oorlog van 1812 gesticht op de plaats waar een Amerikaanse compagnie een bron vond. Marion werd een knooppunt voor het spoorverkeer en kreeg een Union Station, een station gebruikt door verschillende private spoorwegmaatschappijen: de Chesapeake and Ohio Railway, de Cleveland, Cincinnati, Chicago and St. Louis Railway, de Erie Railroad en de meer lokale maatschappijen, de Columbus, Hocking Valley & Toledo Railway en de Columbus, Shawnee & Hocking Railway. Warren G. Harding was tussen 1884 en 1923 eigenaar en hoofdredacteur van de lokale krant The Marion Daily Star.

## Demografie
Bij de volkstelling in 2000 werd het aantal inwoners vastgesteld op 35.318.
In 2006 is het aantal inwoners door het United States Census Bureau geschat op 36.138, een stijging van 820 (2.3%).

## Geografie
Volgens het United States Census Bureau beslaat de plaats een oppervlakte van
29,5 km², waarvan 29,4 km² land en 0,1 km² water. Marion ligt op ongeveer 415 m boven zeeniveau.

## Plaatsen in de nabije omgeving
De onderstaande figuur toont nabijgelegen plaatsen in een straal van 16 km rond Marion.

## Geboren
- Florence Harding (1860-1924), first lady als echtgenote van Warren G. Harding
- Warren G. Harding (1865-1923), 29e president van de Verenigde Staten
- Aron Ralston (1975), Amerikaans bergsporter die bekend werd vanwege een ongeluk tijdens het klimmen